# Музей города Загреба

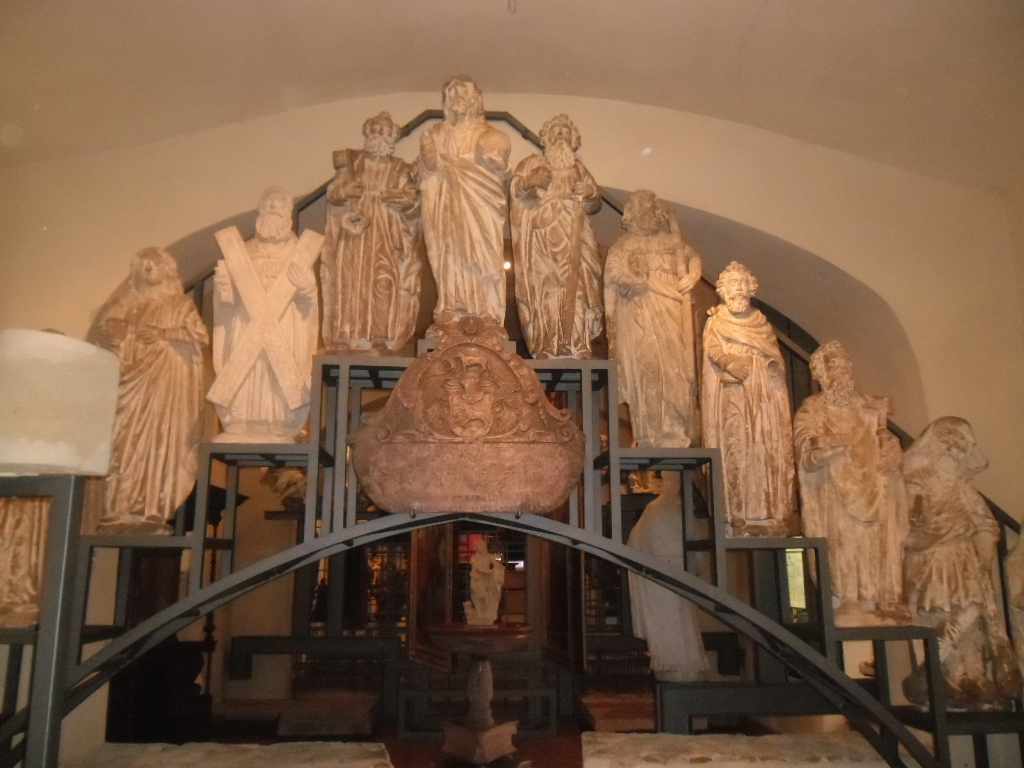
Музей города Загреба

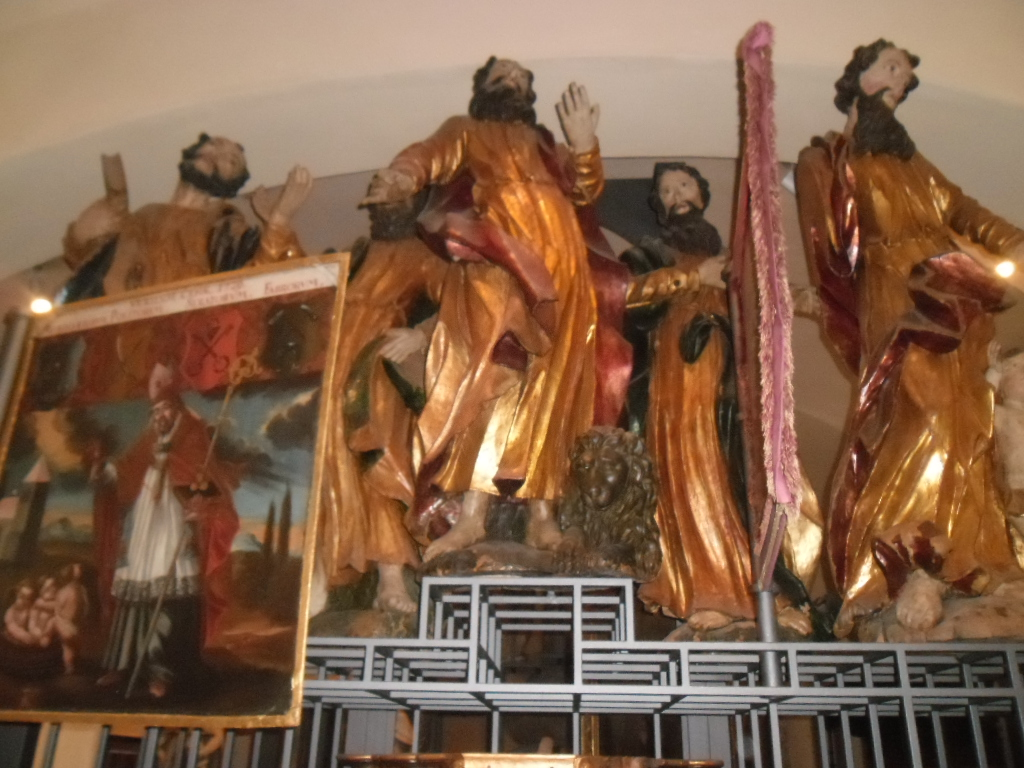
Музей

Музей города Загреба (хорв. Muzej grada Zagreba; известный также под аббревиатурой MGZ) — городской музей в столице Хорватии Загребе, посвященный прошлым и настоящим историческим, политическим и культурным событиям, явлениям и личностям, связанным с городом.

## Расположение и режим работы
Находится в тщательно отреставрированном монументальном комплексе (Башня Попова, обсерватория и мельница) бывшего монастыря кларисок, построенного в 1650 году, и расположенного по адресу: ул. Опатичка (Opatička), дом. 20.
Режим работы (для посетителей):
- со вторника по пятницу — с 10.00 до 18.00;
- по субботам — с 11.00 до 19.00;
- по воскресеньям — с 10.00 до 14.00;
- в понедельники закрыт.

## История
Музей города Загреба был создан в 1907 году культурным обществом «Братство хорватского змея» (хорв. Braca hrvatskoga zmaja).
Музейное заведение своей достаточно обширной экспозицией освещает вехи культурной, художественной, экономической и политической истории Загреба, охватывая большой временной период — от римских находок на территории города до настоящего времени. Коллекции музея составляют около 75 000 единиц хранения, расположенных в систематическом порядке, раскрывая как историческое развитие города, так и быт загребцев на разных исторических этапах, а также жизнь и творчество ярких фигур национальной истории и культуры, связанных с городом.
Как часть Загребского городского музея работает ателье  «отца современной хорватской архитектуры» Ковачича по адресу улица Масарик, 21.